# Rigidità magnetica
Nella fisica degli acceleratori, la rigidità magnetica è una misura dell'effetto di un campo magnetico sul moto delle particelle cariche.
Essa si riferisce al fatto che una particella con una quantità di moto maggiore avrà una maggiore resistenza alla deflessione da parte di un campo magnetico. 
La rigidità magnetica è definita come R = Bρ = p/q, dove B è il campo magnetico, ρ è il raggio giroscopico della particella dovuto a questo campo, p è la quantità di moto della particella e q è la sua carica.